# Université des arts de Poznań
Pour les articles homonymes, voir Académie des beaux-arts.
Magdalena Abakanowicz Université des Arts de Poznań (en polonais : Uniwersytet Artystyczny im. Magdaleny Abakanowicz w Poznańiu), est un établissement public d'enseignement supérieur et de recherche polonais. De 1996 à 2010 son nom était Académie des beaux-arts de Poznań.

## Histoire
L'École des arts décoratifs de Poznań a été créée en 1919 avant de devenir Institut des arts plastiques. Elle est devenue en 1946 après la Seconde Guerre mondiale Państwowa Wyższa Szkoła Sztuk Plastycznych (École supérieure publique des arts plastiques) et en 1996 Académie des beaux-arts de Poznań.

## Spécialités
L'établissement se compose actuellement de 8 facultés :
- Faculté d'art graphique et communication visuelle (Wydział Grafiki i Komunikacji Wizualnej),
- Faculté d'animation (Wydział Animacji),
- Faculté de peinture (Wydział Malarstwa),
- Faculté de sculpture (Wydział Rzeźby i Działań Przestrzennych),
- Faculté d'architecture et de design (Wydział Architektury i Wzornictwa),
- Faculté d'architecture intérieure et de scénographie (Wydział Architektury Wnętrz i Scenografii),
- Faculté d'éducation artistique (Wydział Edukacji Artystycznej),
- Faculté de communication multimédia (Wydział Komunikacji Multimedialnej).

## Doctorats honoris causa
- Magdalena Abakanowicz (2002
- Gary Hill (2004)
- Emmett Williams (2005)
- Krzysztof Wodiczko (2007)
- Christian Boltanski (2009)
- Ross Lovegrove (2010)
- Jozef Jankovič (sk) (2011)
- Zygmunt Bauman (2012)